# Zack Whedon
Zachary Adam « Zack » Whedon, né le 14 août 1979, est un scénariste de comics et de séries télévisées américain.

## Famille et jeunesse
Whedon est issu d'une famille de scénaristes : il est le fils du scénariste de séries télévisées Tom Whedon, le petit-fils du scénariste de séries télévisées John Whedon, et le frère du scénariste et musicien Jed Whedon et du producteur, réalisateur et scénariste Joss Whedon.
Il a obtenu en 2002 un diplôme de cinéma de l'université Wesleyenne.

## Carrière

### Télévision
Son premier travail professionnel à la télévision a été en tant qu'assistant de production sur la série Angel de son frère Joss.
Whedon rejoint l'équipe technique de la série Deadwood en tant qu'assistant du producteur exécutif David Milch. Durant la troisième et dernière saison, il devient scénariste quand il co-écrit l'épisode Talents cachés avec l'assistant scénariste Nick Towne. Les scénaristes, dont Whedon, ont été nommés pour le Writers Guild of America Award du Meilleur scénario pour une série télévisée dramatique en février 2007 pour leur travail sur la troisième saison.
Il a aussi écrit et joué dans un épisode de la série suivante de Milch, John from Cincinnati.
Avec ses frères Joss et Jed, ainsi que la fiancée de ce dernier, Maurissa Tancharoen, il co-écrit la web-série Dr. Horrible's Sing-Along Blog. Plus récemment, il a travaillé pour la série de science-fiction Fringe et sur la série dramatique Rubicon.

### Comics
À partir de janvier 2014, il scénarise la mini-série de comics Serenity: Leaves On The Wind, illustrée par Georges Jeanty. La mini-série continue l'histoire de la série Firefly et du film Serenity, se passant environ neuf mois après la fin de ce dernier.